# روبين سيموفيتش
روبين سيموفيتش (بالسويدية: Robin Simovic)‏ (29 مايو 1991 في مالمو في السويد – )؛ هو لاعب كرة قدم كان يلعب كمهاجم.

## وصلات خارجية
- روبين سيموفيتش على موقع اتحاد السويد (السويدية)
- روبين سيموفيتش على موقع رابطة كرة القدم اليابانية للمحترفين (اليابانية)
- روبين سيموفيتش على موقع قاعدة بيانات كرة القدم.إي يو (الإنجليزية)
- روبين سيموفيتش على موقع Soccerway.com (الإنجليزية)
- روبين سيموفيتش على موقع عالم كرة القدم.نت (الإنجليزية)